# Tenö varv
Tenö Varv AB är ett reparationsvarv i Vaxholms kommun, som grundades 1967. Det ingår i marinkoncernen Ö-Borgen.
Tenö varv grundades av Vägverket Färjerederiet (sedermera Trafikverket Färjerederiet). Varvet drevs i statlig regi till 2013, då det såldes till ett konsortium bestående av Simrishamns Varv AB och Uudenkaupungin Työvene i Finland. År 2015 övertogs det av Öckeröborgen AB, som idag också driver bland andra Ö-varvet i Öckerö kommun, Simrishamns varv, Hasslö varv på Hasslö, Swede Ship Marine och Berg Marin i Karlskrona.
Varvet har en slip och kan också ta upp uppemot 35 meter långa och nio meter breda fartyg, med en maximal vikt på 100 ton, för torrsättning.

## Bildgalleri

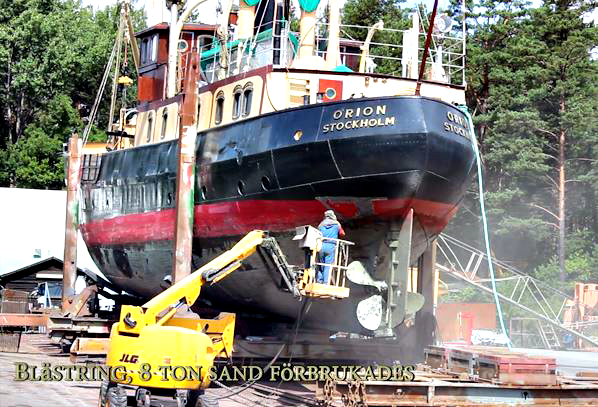
Blästring av S/S Orions skrov
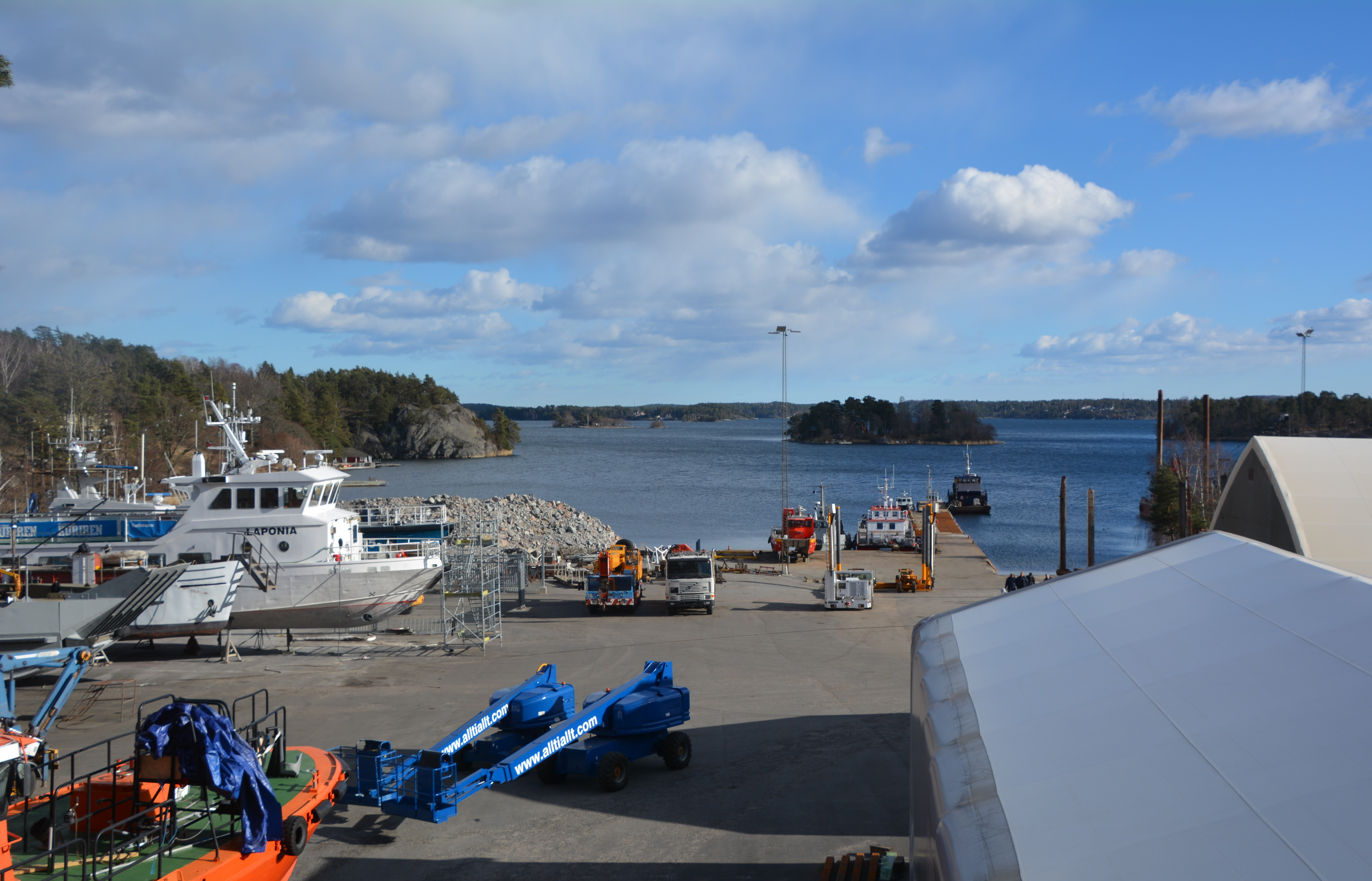
Tenö varv
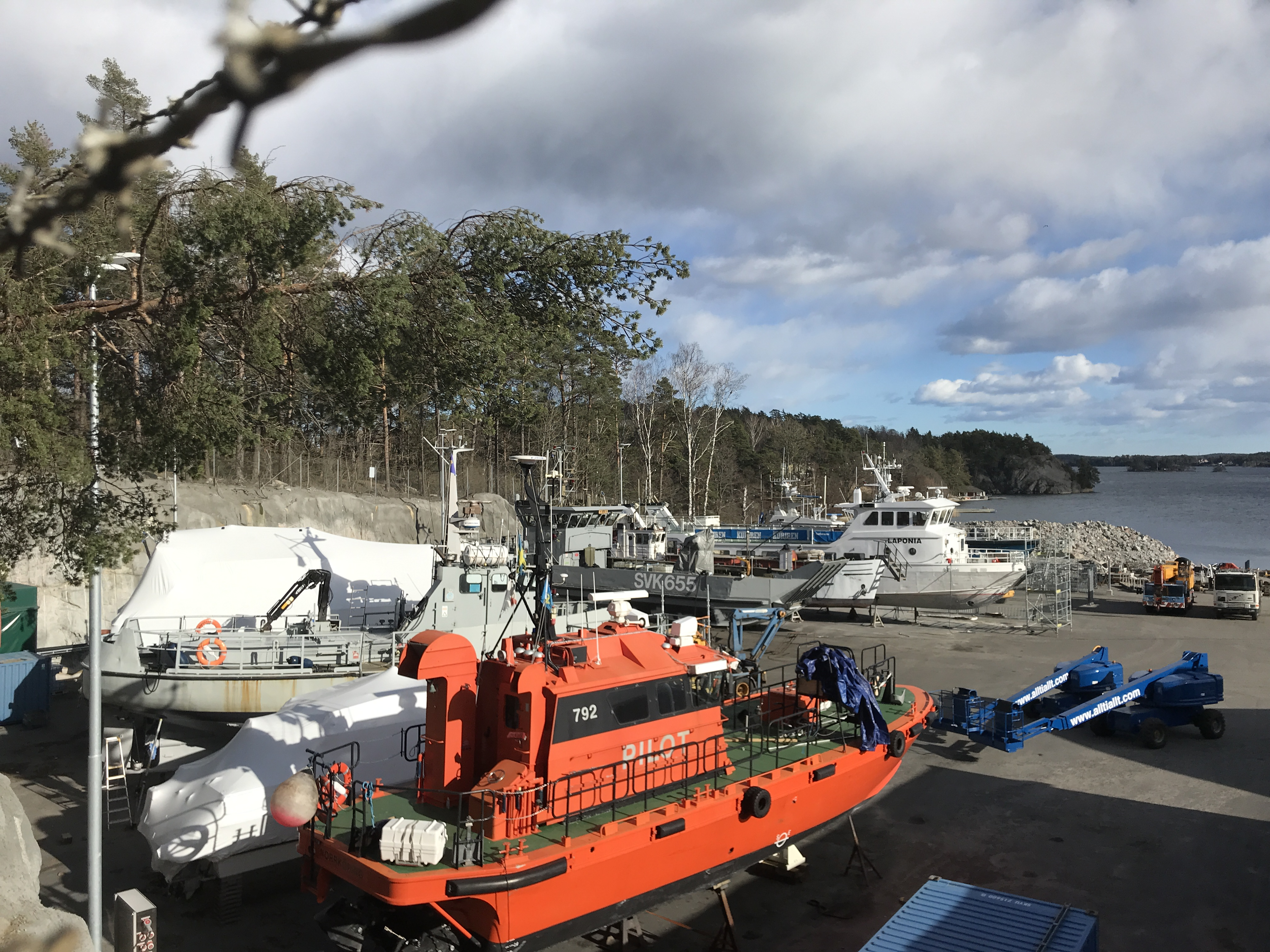
Lotsbåten Pilot 792, trossbåten SVK 655 Arn och M/S Laponia af Seskarö på Tenö varv